# Zaoziórnaia
Zaoziórnaia (en rus: Заозёрная) és un poble de l'óblast de Kurgan, a Rússia, que en el cens del 2010 tenia 77 habitants.